# 桜りお
桜 りお（さくら りお、1988年11月28日 - ）は、日本の元AV女優・ストリッパー。ロータスグループ所属。

## 経歴
2010年、AV女優デビューした。
2012年3月11日、新宿ニューアートでストリッパーデビューした。
2013年1月をもってAV女優を引退した。

## 人物
身長:161cm。スリーサイズ:B85(C)・W59・H87cm。
趣味/特技：お酒/旅行。
黒ギャル系の女優。

## 出演作品

### アダルトビデオ
2010年
- 完全個室 女子オナニー部屋 .01（1月28日、テイファ・コーポレーション）
- ギャルの脚を思う存分堪能してヌキたい!（2月1日、エッジ）オムニバス作品
- エスカレートするドしろーと娘 172 りお 19さい（2月2日、プレステージ）
- ギャルズトーク 11（2月10日、プレステージ）
- 超ヤリ珍・ヤリマンサークル日誌 SP（2月10日、プレステージ）
- スレンダー #13（2月19日、プレステージ）
- ギャルに汚されたい（3月1日、エッジ）オムニバス作品
- 射精直後の亀頭をこすり続けると男も潮噴くって知ってる? 3（3月1日、エッジ）オムニバス作品
- やっぱコンパはラリパッパ vol.06（3月2日、プレステージ）
- ザ・ギャルナン 31（3月18日、グローリークエスト）
- kira☆kira BLACK GAL 黒GAL女子校生 〜どこでも欲情中出しSEX〜（3月19日、kira☆kira）
- ギャルWフェラチオ（4月1日、グローリークエスト）
- アメスクワンダーランド RUMIKA＆りお（4月6日、GARCON）
- 街角でチ○ポに注目!!ガッチガチ勃起に矢印ナンパ!!!（4月6日、GARCON）
- ビデオボックスオナニー盗撮 .33（4月7日、ヴァルディ／五右衛門）
- kira☆kira SPECIAL BLACK GAL SPECIAL 〜おじさんと王様ゲーム☆壮絶乱交PARTY〜（4月19日、kira☆kira）
- ローリングフェラチオMASTER Vol.3（4月19日、kira☆kira）オムニバス作品
- 生エロバイト 08（4月21日、プレステージ）
- 都内のホテルに一晩泊っている女に、「ソファでもいいから一晩泊めて!」と頼み込んでみたら部屋にあがれた上に、エッチまで出来た!（4月21日、プレステージ）
- エスカレートしすぎる女子校生 学級委員はわがままエロエロやりたい放題!!（4月21日、プレステージ）
- 初めての中出し高額バイト 03（4月22日、SODクリエイト）
- WATER POLE 92（5月12日、プレステージ）
- ギャルの身体を手に入れた 桜りお（5月13日、GARCON）
- DANDY公式コンプリートエディション DANDYワケあり仕事集 2（5月27日、DANDY）オムニバス作品
- 女子高生ギャルだらけの逆チカン路線バス！（6月10日、GARCON）
- 中出し黒ギャル女子校生（6月11日、TMA）オムニバス作品
- 放課後わりきりバイト 26（6月18日、S級素人）
- ローリングフェラチオMASTER Vol.4（6月19日、kira☆kira）オムニバス作品
- kira☆kiraGALS☆100FUCK COMPLETEBOX ver.2 8時間（6月19日、kira☆kira）オムニバス作品
- 投稿者徳川教諭 茶道部員に猥褻行為！ 茶道部女子高生昏睡レイプ映像 被害女子生徒32人（6月25日、レッド）
- 援交目的女子校生に生中出しII（6月25日、隼エージェンシー）オムニバス作品
- VANILLA 23 小麦ちゃんのお尻（7月7日、プレステージ）
- Brown Honey（7月8日、GARCON）
- 羞恥！男女混合看護実習（7月8日、サディスティックヴィレッジ）
- 仕事中突然Hビデオを撮られる居酒屋バイト娘（7月10日、ホットエンターテイメント）
- 激カワ黒ギャル☆マジ悶絶アクメ（7月13日、マルクス兄弟）
- 微乳A とっても感じる小っちゃいおっぱい（7月15日、ドリームチケット）
- デカチン応募者限定！出会って平均14.02秒で筆下ろし!?（7月15日、NON）
- 桜りおといく！混浴露天バスツアー（7月23日、EROTICA）
- 噂の激カワ女子校生 9（7月23日、おかず。）
- VAMPIRE/LEMONADE 11（7月23日、デジタルアーク）
- 第6回女子高生!妹グランプリ こんな妹が欲しかった! アナタが決める1億2000万人の『僕だけの妹』選手権（8月5日、ディープス）
- 極エロJK勢揃い!!超ギャル女子学園!!!（8月5日、GARCON）
- 舐められて失禁（8月5日、NON）
- 24/7【TWENTY FOUR/SEVEN】 24（8月6日、プレステージ）
- 可愛いメガネ妹に顔射しようぜ!（8月13日、マルクス兄弟）オムニバス作品
- 黒ギャル HYPER BEST HD（8月13日、TMA）オムニバス作品
- kira☆kira BLACK GAL BEACH SPECIAL 黒ギャルリゾート☆灼熱BEACH大乱交（8月19日、kira☆kira）
- 無類のジーンズフェチ（8月24日、KEU）
- 「雨に濡れた女子校生の透けブラは勃起薬！満員状態で正面から股間と股間を擦りつけたらパンティは濡れるか？」 VOL.1（8月24日、DANDY）
- HIGHLEG.jp（8月26日、ティファ・コーポレーション）
- 恋するコテージ アウトドア編 2（8月27日、S級素人）
- 黒ギャル競泳水着 4時間（8月27日、TMA）オムニバス作品
- 黒ギャル淫乱ウェットBODY 舐め殺しハードレズ （8月24日、ディープス）
- こだわりの手こき 4時間SP 40人のハンドメイド 16（8月25日、隼エージェンシー）オムニバス作品
- 素人コギャルHEAVEN 4時間 NEO 17（8月27日、おかず。）オムニバス作品
- 残酷放尿地獄 〜小便をぶちまけて馬鹿笑いする黒ギャル〜（9月5日、フリーダム）
- 快楽レズエステ 11 （9月9日、アキノリ）
- 黒ギャルだよ！！全員集合！！！イタズラ逆ナンはマジやばくねぇ〜！！！ VOL.03（9月9日、GARCON）
- ギャルとルームシェア！！ 普通に口説いても相手にされないのでルームシェアのギャルを募集！！いい人を装ってプライベートに侵入したらヤレるのか？ Vol.02（9月9日、GARCON）
- 某アパレルショップ店員 りおのHなアルバイト（9月13日、隼エージェンシー）
- Gal Wife（9月15日、スターパラダイス）
- ソノ気二サセタラ、犯ラセテアゲル 撮り下ろし・4時間（9月15日、NON）
- 隣の部屋にギャルが引っ越してきた！（9月17日、ケイ・エム・プロデュース）
- ガン見フェラ（9月17日、SEX Agent）
- 黒ギャル脚コキ（9月17日、虎堂）
- 生中出しコギャルDX4時間 2（9月17日、ケイ・エム・プロデュース）オムニバス作品
- 誘惑ブラックキャバ嬢3時間SP（9月19日、クロス）
- kira☆kira BLACK GAL BEACH 美脚魅せつけガニ股ロデオ☆BEACH FUCK！ 桜りお（9月19日、kira☆kira）
- kira☆kira BEST カラダ火照らせ愛液びっしょり！敏感GALと生ナマFUCK！！（9月19日、kira☆kira）オムニバス作品
- 腋舐めレズ 2 （9月23日、アキノリ）
- 日サロ通ってるくせに、ベランダで焼いたって嘘に意味あるんですか？（9月24日、バルタン）単体作品
- 強制中出し輪姦（9月25日、ダスッ!）
- フェラコレ 女子校生編 3（9月25日、隼エージェンシー）オムニバス作品
- 黒ギャルベロベロ接吻マニア（10月1日、虎堂）
- 黒ギャルの悪ノリ本気金蹴り 2（10月5日、フリーダム）
- 洗ってないマ○コを嫌という程男に舐めさせる黒ギャル（10月5日、フリーダム）
- ち○ぽ洗い屋のお仕事 7（10月7日、SENZ）
- 女の子が普段よりチョッピリ綺麗に見える結婚式の2次会で、新婦より輝いていたお嬢さんを音の鳴らない電マで4回イカせる（10月7日、SODクリエイト）
- 「バレたらやばいよ…」と言いながらキスを拒まない友達の彼女は友情にヒビが入ってでもヤリたい。 Vol.2（10月7日、GARCON）
- GIRLS SEX PARTY 5（10月15日、S級素人）
- 女子校生だらけのムレムレ黒スト脚コキ（10月15日、SEX Agent）オムニバス作品
- kira☆kira BEST 2010上半期総集編（10月19日、kira☆kira）オムニバス作品
- ローリングフェラチオMASTER Vol.5（10月19日、kira☆kira）
- BANQUISH 50 RIO（10月21日、プレステージ）
- 特選！！S級素人ギャルコレクション 4時間 スペシャル 2（10月22日、BAZOOKA）
- フェラコレ2010秋SP（10月25日、隼エージェンシー）オムニバス作品
- 毎朝、通勤電車で目が合う。即勃起してしまうくらい超絶美系なギャルを尾行してみたら、加齢臭オヤジに声をかけられて欲情してしまうようなドスケベだったので、冴えないダメダメな僕も思い切って声をかけてみた！！！（11月4日、GARCON）単体作品
- 僕はペット 童貞の僕がギャルの溜まる部屋に拉致されて飼育されちゃいました！（11月4日、GARCON）
- 性欲処理は手短に！！3分オナニー（11月5日、K’S WORKS）
- ぐちょパン直入れ手コキ（11月6日、オフィスケイズ）オムニバス作品
- 完全撮りおろし カリスマアイドル対抗!! ガチフェラ早出しバトル 4（11月12日、レアル・ワークス）オムニバス作品
- カワイさ盛れてるギャル女子校生 4時間（11月12日、BAZOOKA）
- JKのパンティを被ったままでの至高の手コキ（11月13日、マルクス兄弟）オムニバス作品
- ムレムレでピッタピタなレギンス娘（11月15日、フリーダム）
- 完全主観 ハーレム学園生活（11月18日、アキノリ）
- ニーハイ自画撮りネットギャル 桜りおちゃん（11月19日、イエロー）
- ギャルフェラ（11月19日、SEX Agent）オムニバス作品
- 世界で1番癒される魅惑の密着系洗体エステ（11月19日、OFFICE K’S）
- kira☆kira BEST 生姦GALSドクドク中出しFUCK6時間（11月19日、kira☆kira）オムニバス作品
- ザーメン1200連発の洗礼（11月25日、ダスッ!）
- こだわりの手コキ 4時間SP 38人のハンドメイド 17（11月25日、隼エージェンシー）オムニバス作品
- 100万円ハンターチャンス チャレンジ ザ ミッション 桜りお（11月26日、ケイ・エム・プロデュース）単体作品
- 黒ギャル集団痴女（12月1日、ワンズファクトリー）
- 素人娘の「絶対やりたくない！」を100万円で買いました！（12月3日、すきま）
- 黒ギャルBIKINI FUCKERS 3（12月3日、虎堂）
- 恥じらいのあしのうら vol.3（12月5日、フリーダム）
- BEST HIT DREAM TICKET 2010年ドリームチケット下半期総集編 THE 4時間（12月5日、ドリームチケット）オムニバス作品
- 完全主観 一週間7股生活 2（12月7日、アキノリ）
- THE ガチンコプロレズ 5 SPECIAL ギャルタッグマッチ!（12月7日、サディスティックヴィレッジ）
- 僕の妹はギャル！こいつが可愛い友達（もちろん超美形）を家に連れてくるもんだからつい手をだしたら、ヤレた！！ VOL.3（12月7日、GARCON）
- 鬼太巨根 北欧からきた50cm砲（12月10日、ケイ・エム・プロデュース）単体作品
- ブチ切れギャル淫語（12月13日、MOODYZ）
- 見つめてフェラチオしてあげる。 VOL.4（12月17日、OFFICE K’S）
- べろちゅー寸止め手コキ「願います。」（12月17日、SEX Agent）
- kira☆kira BEST 激腰振りロデオ騎乗位FUCK8時間（12月19日、kira☆kira）オムニバス作品
- 少年A（12月23日、KEU）
- 「DANDY特別版 日本中を勃起させたあの女教師/女子校生/美淑女/専業主婦は今！？もう一度逢ってヤられたい！」（12月23日、DANDY）
- 口腔マニアックス 〜口の中が好き〜（12月23日、KEU）
- 大人になりかけ女子校生とやりたい気弱なボクは、学校に大人の玩具を置いてみた（12月23日、ヒビノ）
- フェラコレ特別編IV 3時間まるごとWフェラ（12月25日、隼エージェンシー）オムニバス作品
- ダスッ！2010年総決算厳選8時間スペシャル（12月25日、ダスッ！）

2011年
- ムラムラ さっきからよく目が合いますよね。 桜りお ver.（1月1日、ムラムラ/妄想族）単体作品
- メガネ痴女の黒パンスト脚コキ（1月1日、ワンズファクトリー）オムニバス作品
- 満員バスで密着状態のうたた寝ギャルが肩にもたれ掛かってきたのでそっと彼女の手に勃起チ○ポを握らせてみた!!VOL.02（1月8日、GARCON）オムニバス作品
- 女尻オナニー VOL.5（1月8日、虎堂）オムニバス作品
- 黒ギャルディルドオナニー（1月8日、虎堂）オムニバス作品
- 現役キャバ嬢がドレスを脱いだとき…4時間 3 秘密の枕営業編（1月14日、BAZOOKA）
- kira☆kira BEST 豪華100FUCK8時間（1月19日、kira☆kira）オムニバス作品
- アクメ屋台がイクッ!!お客さんにバレ無い様にイキまくり!潮吹きまくり! 桜りおちゃん RUMIKAちゃん（1月20日、SODクリエイト）
- 掘削（1月21日、映天）オムニバス作品
- 玄関ちんぽ露出 2（1月21日、虎堂）オムニバス作品
- ムチャ★ぶり! 桜りお（1月28日、ケイ・エム・プロデュース）単体作品
- 黒ギャル援交JK VOL.05（2月4日、虎堂）単体作品
- 禁断の駆け引き（2月4日、アウダースジャパン）
- DOKIレズ 54（2月4日、アウダースジャパン）
- 女子会が開かれているとは知らずに入った居酒屋で軽く飲もうと思ったら女だらけでチ○ポを狙われた（2月5日、ヒビノ）
- 痴女サミット 4（2月5日、アキノリ）
- バレないように彼女の親友とこっそりヤル! 4（2月5日、アキノリ）オムニバス作品
- TMA PRICE 980 黒ギャル（2月11日、TMA）オムニバス作品
- デリバリー美脚ギャル（2月13日、隼エージェンシー）単体作品
- 猥褻レズビアン2（2月13日、U&K）
- ギャルテコ II（2月18日、SEX Agent）オムニバス作品
- ギャル騎乗位（2月18日、SEX Agent）オムニバス作品
- 黒ギャルマンコおっぴろげコレクション（2月18日、虎堂）
- kira☆kira サマーフェスタ2010 BLACK GAL BEACH RESORT6時間（2月19日、kira☆kira）オムニバス作品
- 4周年記念！超GAL SPECIAL 8時間総集編（2月19日、kira☆kira）オムニバス作品
- 完全主観 可愛い教え子と密室温泉旅行（2月19日、アキノリ）
- もしも黒ギャルだらけの‘お色気レストラン’があったら…（2月25日、ケイ・エム・プロデュース）
- おかず。が誇る女子校生30人8時間（2月25日、ケイ・エム・プロデュース）オムニバス作品
- 桜りおがセクシー居酒屋でアルバイト 〜こっそりヤッちゃえドッキリミッション〜（2月25日、ケイ・エム・プロデュース）単体作品
- リアル筋肉レスラーVS最強黒ギャル ガチンコエロレズ対決！！（3月5日、GARCON）
- パニック寸前！！突然急停止したエレベーターの密室でギャル5人に無理矢理抜かれちゃいました！！ vol.03（3月5日、GARCON）
- AV監督としての特権を利用し、度がすぎるエロ行為を人気AV女優達にムチャブリする変態面接（3月13日、U＆K）
- おかず。ガールズの‘牧場に泊まろう！’ 桜りお＆泉麻那（3月25日、ケイ・エム・プロデュース）
- Shangri-la RIO（3月25日、Fantasista）単体作品
- これが渋谷最先端の童貞狩り！！ 超ド派手ギャル5人組×ベロチュー手コキ逆ナンパ！！（4月7日、GARCON）
- 超ギャル娘と美熟女ママ 禁断のレズ母娘愛（4月7日、GARCON）
- Welcome to KMPプロジェクト2011 ようこそKMPプロジェクトへ！（4月8日、ケイ・エム・プロデュース）オムニバス作品
- メガザーメン一発大量顔射 6（4月8日、ケイ・エム・プロデュース）
- 淫乱なオナニー ドスケベ80人16時間（4月19日、ROOKIE）オムニバス作品
- kira☆kira BEST2010 下半期総集編（4月19日、kira☆kira）オムニバス作品
- 強制！ギャルゲロイラマチオ 2（4月21日、サディスティックヴィレッジ）
- チャレンジ・ザ・ミッション 咥えたバイブを落とさなかったら100万円！ 桜りお＆瑠菜（4月22日、ケイ・エム・プロデュース）
- フェラコレ2011春SP（4月25日、隼エージェンシー）
- 黒ギャルオールスターズ 2（4月25日、DIAMANTE DI DIGITALARK）
- GARCONファン感謝祭 可愛さ最強ギャル軍団と行く！！ギラツキMAX童貞クン限定温泉バスツアー！！！ VOL.2（5月7日、GARCON）
- タレント志願の女たちが堕ちる瞬間！中出し！ぶっかけ！顔射！なんでもOK！拘束肉便器は存在した！（5月7日、サディスティックヴィレッジ）
- 暴走！黒ギャルライダーズ エロギャル4人衆が悪いヤツらをカラダで成敗！（5月13日、ケイ・エム・プロデュース）
- ザ・デカチン 子宮破壊スペシャル（5月13日、ケイ・エム・プロデュース）
- kira☆kira BEST 膣中でイッちゃう！6時間（5月19日、kira☆kira）オムニバス作品
- BLACK GAL BEST SELECTION 2（5月19日、kira☆kira）オムニバス作品
- ギャルSEX BEST（5月19日、イエロー）オムニバス作品
- 僕にべたぼれな彼女はおしゃぶりしてと言えばまだ玄関のドアが完全に閉じきっていなくてもギンギンの僕のチ○ポを咥えてくれる（5月19日、サディスティックヴィレッジ）
- 桜りおと老人の濃厚な接吻とSEX（5月25日、Fantasista）単体作品
- こだわりの手コキ 4時間SP 35人のハンドメイド 19（5月25日、隼エージェンシー）
- 絶対にイジられたい乳首が、ボクにはある 黒ギャルVS素人男優★お望み通りのチクビ責め 桜りお（6月5日、ドリームチケット）単体作品
- KMPプロジェクトフェラチオ祭 この世でフェラチオが上手い奴、出てこいやっ！スペシャル（6月10日、ケイ・エム・プロデュース）
- BEST HIT kira☆kira 105TITLE 8時間SPECIAL（6月19日、kira☆kira）オムニバス作品
- BLACK GAL BEST SELECTION 〜超舌ディープフェラチオ〜（6月19日、kira☆kira）オムニバス作品
- 馬乗り騎乗位！ 16時間（6月19日、ROOKIE）オムニバス作品
- みんなでイク！エロチカ混浴露天バスツアー 全員集合∞発4時間（6月24日、EROTICA）
- おかず。企画祭り！ 桜りお先生と素人男性がイク 大人の修学旅行（6月24日、ケイ・エム・プロデュース）単体作品
- 制服ギャル肉壷扱い りお（6月25日、ラマ）単体作品
- ギャルを犯せるだけ犯し続ける！BEST（6月25日、ダスッ！）オムニバス作品
- 姉はガングロ微乳で、妹は色白むっちり巨乳。なんとなくレズってみたら意外に気持ち良かった件。（6月30日、LEO）配信及びレンタルのみ
- BLACK GAL SPECIAL COMPLETE BOX 240min（7月1日、虎堂）オムニバス作品
- 日本男子のミニチ○ポに飽きたギャルが集まる英会話学校MOVA！！外国人の彼氏が欲しくて英会話を習い始めたけどやっぱ勉強はムリムリ…なんで黒人先生のウットリするほど逞しいメガチ○ポで実践英会話！！（7月7日、GARCON）
- ガールズ居酒屋 生中おかわり！（7月8日、アップス）
- 微乳・A BLACK 2 4時間（7月15日、ドリームチケット）オムニバス作品
- kira☆kiraGALS☆COLLECTION2010 完全総集編（7月19日、kira☆kira）オムニバス作品
- 高額バイトに集まってきた素人娘 vol.04（7月21日、高時給バイト。）
- KMPプロジェクト2011メンバー 桜りおちゃんのハチャメチャファン交流会（7月22日、ケイ・エム・プロデュース）
- KMPプロジェクト2011 お仕事ですよ。 いろんなお仕事にチャレンジしました！！（7月22日、ケイ・エム・プロデュース）オムニバス作品
- メガバック 爆尻ピストン8時間（7月25日、Fantasista）オムニバス作品
- ニセTV番組 「有名大学ミスキャンパスと行く温泉宿」デカチンポをみせつけられたミスキャンパスたち！（7月25日、POST）
- ギャルリオ4時間（7月25日、ハヤブサ）単体作品
- S級サーファーギャル中出し 桜りお（7月26日、サムシング）単体作品
- 悶絶GAL ロデオドライブFUCK 20人4時間（8月1日、ワンズファクトリー）
- 普段は僕なんか相手にしてくれないようなギャルに偶然勃起チ○コを見られてしまい…（8月2日、プレステージ）
- 日本初上陸！アーミーギャル軍団に緊急セクシー指令！！草食系ドーテーくん一掃大作戦を開始せよ！（8月6日、GARCON）
- ハイキックギャルズが行く！！美脚パンチラ回し蹴り逆ナンパ！！（8月6日、GARCON）
- 「DANDY5周年記念 誰もが必ず勃起する女子校生に満員状態でキスまで3cm 再会スペシャル」（8月6日、DANDY）
- 痴女JK りお（8月7日、GLAY’z IMPACT）単体作品
- うしろから女子校生 8時間（8月12日、TMA）
- kira☆kira BEST 生姦GALSドクドク中出しFUCK6時間2（8月19日、kira☆kira）オムニバス作品
- やりまん女 淫乱痴女のやりまくりイキまくりセックスライブ 桜りお（8月19日、ドグマ）単体作品
- ギャルコレ 240（8月25日、ハヤブサ）
- スーパーアイドル夢の大集合！ みんなでズボズボ大乱交！イク時は一緒だョ（8月12日、ケイ・エム・プロデュース）オムニバス作品
- 桜りおが教える快感ゆっくりSEX 桜りお（8月26日、ケイ・エム・プロデュース）単体作品
- 黒ギャルVS白ギャル完全マジギレ！！レズキャットファイト対決！！（9月8日、GARCON）
- 義理の姉が、なんと超ギャルでギャルの友達と僕を性的にいじめるんです。 Vol.2（9月8日、GARCON）
- 隣の奥さんと不倫したうえにこっそり娘ともやっちゃった俺（9月8日、アキノリ）
- 最強黒ギャル伝説 桜りお プレミアムBEST 永久保存版発売記念！未発表、りおっちファン必見「ボディコン痴女お姉さん/桜りお」映像付きで240分収録！！買わない人はさよならぷー♪（9月8日、GARCON）単体作品
- イカセ4時間 桜りお（9月9日、ケイ・エム・プロデュース）単体作品
- 超絶ピストン105GALS！フィニッシュ寸前8時間（9月19日、kira☆kira）オムニバス作品
- 大不況 超高級デリヘル嬢は本番行為はアタリマエ！NS（本ナマ）SEXだってガゼンOK！（9月22日、サディスティックヴィレッジ）
- ベロレズ 舌の長い女キス＆ぺってぃんぐ（9月23日、レディース・ルーム）
- フェラコレOL編（9月25日、ハヤブサ）
- レズ拘束責め SP 2（10月7日、アウダースジャパン）
- 黒ギャル空手部 制服少女狩り File.5 女子校生りお（10月13日、HERO）
- The SEX 13（10月14日、LEO）
- 黒タイツ中出し女子校生 愛原さえ 桜りお（10月19日、イエロー）
- フェラチオ上手なJK II お口使いの上手な女子校生たち（10月19日、GLAY’z IMPACT）
- kira☆kira BLACK GAL SPECIAL-黒GAL学園☆修学旅行で青姦大乱交-（10月19日、kira☆kira）
- 中出しされ過ぎた子宮にさらに精子を注入する！（10月25日、ダスッ！）オムニバス作品
- 極上ギャルが心のこもったおもてなし！夢の超高級風俗フルコース！！（10月28日、ケイ・エム・プロデュース）
- ERY BEST OF おかず。12 8時間 SPECIAL（10月28日、ケイ・エム・プロデュース）オムニバス作品
- 絶対に感じてはいけない病院24時間（11月5日、ATOM）
- 絶対に手を出してはいけない相手が夜這いしてきた…さてどうする？（11月5日、アキノリ）
- Tバックくい込み女子校生 4時間（11月11日、BAZOOKA）
- SUPERヤリマンGALスペシャル 4時間（11月13日、マルクス兄弟）オムニバス作品
- ドスケベ痴女大乱交 30人48発240分（11月15日、ワンズファクトリー）
- エロドラマ（仮） 9（11月15日、LEO）
- イラマンパラダイス 4時間（11月15日、NON）
- 長期入院している彼氏のお見舞いに来た彼女はエッチを我慢しまくっている欲求不満ガール。だから彼氏が寝ている隙に隣りのベッドでおもいっきりセンズリを見せつけてみたら、彼氏がいるにも関わらずチラ見！そしてガマン出来ずに僕のチ○ポを求めてきた！（11月19日、Hunter）
- 痴情の楽園 The Best of Shangri-la（11月25日、Fantasista）オムニバス作品
- エロ尻騎乗位で責めてあげる 桜りお（11月25日、アロマ企画）単体作品
- SUPER悶絶フェラ50人4時間BEST（12月2日、OFFICE K’S）オムニバス作品
- JAPANESE PARTY HARDCORE 9（12月7日、XANADU）
- ペニバンレズビアン（12月16日、Diva's）
- 直穿き カラータイツオナニー 2（12月16日、K’S WORKS）
- 世界一ザーメンを大量に発射する男のぶっかけSEX 桜りお つばさ 鈴木なつ（12月19日、ROOKIE）
- 女子校生ぬるまんオナニー（12月25日、TUU/東京マニGUN’S）

2012年
- 極エロギャルの強烈ボディーを徹底解剖！！厳選白ギャル！！黒ギャル！！10人の完全生撮りフェティッシュ！！（1月7日、GARCON）
- 欲しガール 女性向け風俗店にハマっている女性客に本番行為禁止なのに「お願いだから生本番して！」と誘われたら…（1月17日、月刊パンチ）
- 美微乳レズ母娘 超絶淫乱母とエロギャル娘、マンコ中心の生活 矢部寿恵 桜りお（1月19日、Butch）
- 六本木ヒ●ズカリスマ店員 Charisma GAL GET YOU！05（1月27日、ONE DA FULL）単体作品
- いつだってHな話で盛り上がるギャル女子会（1月27日、おかず。）
- しっぽフェラチオ 四つん這い男のチ○ポを後ろから舐め犯す（1月27日、REAL）
- 本当に気持ちいいスローな焦らし手コキ（1月30日、MANIA痴女）
- kira☆kira BLACK GAL SPECIAL-ノーパン黒ギャルと24時間ヤリ放題☆同棲性活-（2月19日、kira☆kira SPECIAL）
- 指名No.1の美人セラピストにレズられて発情しちゃった私（2月23日、AKNR）
- 絶対服従！ドSなGALお姉さん2人のM男責め！！ 10 桜りお さとう遥希（2月25日、BS）
- レズ レイプ RETURNS 4 さとう遥希 桜りお（2月25日、ladies）
- ガン見フェラ（3月5日、MANIA痴女）
- 黒ギャル Rio Ayami Runa VS 50cmの巨チン。（3月9日、おかず。）
- もしも、愛する妻が旦那やママ友が寝ている目の前で夜這いされたらどうなるか？（3月13日、月刊パンチDX）
- もしも、マッサージをしている最中に隣りからアエギ声が聞こえてきたらどうなるか！？（3月20日、月刊パンチDX）
- PINK BUTTERFLY 11（3月22日、ONCE）
- MAD GAME 5TH（4月12日、雷）単体作品
- ギャル★尻コキ ケツにブチまけろ（4月13日、REAL）
- リアル‘神’ナンパ 原宿編 ナンパ即SEXでリア充性生活！（4月13日、おかず。）
- 萌えあがる募集若妻 淫らに狂いだす身売り若妻 158 まりかさん（5月11日、夜伽屋）
- SCOOPスペシャル 突然AV女優に勃起チ●コを見せつけたらどうなるのか！？大実験！（7月27日、SCOOP）
- 生中出し女子校生 8時間 Special（8月10日、BAZOOKA）オムニバス作品
- マッサージギャルがお金欲しさにHさせてくれました（8月25日、LUCK）
- 極上ギャル桜りおのM男調教願望 3（9月5日、クイーンダム）単体作品
- 可愛い女子校生ギャルカップル 濃厚な体液まみれのラブラブレズビアン（9月6日、GARCON）
- 彼氏が隣にいるのに…海の家エステで声を押し殺し、痙攣・失禁・イキお漏らしする敏感娘（9月20日、SODクリエイト）
- 桜りおの真正中出し風俗店 りおのスペシャルサービスはおま○こザーメン中出し（9月25日、ARA）単体作品
- 先輩のお願いは絶対！元ヤン女優の頼み事は逆らえずAV出演！ 愛撫をされ「ふつうっス」と強がっていてもデカチンを ズッポリ挿入したら気持ちよすぎて可愛い声が 「あんあん」漏れちゃう後輩ヤンチャ娘（11月22日、NATURAL HIGH）
- 結婚後、性感があがった人妻が通う秘密の潮吹きエステ！キワドイ所を触られ、思わず感じてしまう人妻スペシャル！！（11月23日、SCOOP）
- kira☆kira SPECIAL kira☆kira6周年特別企画 BLACK GAL SPECIAL-男を犯す集団黒ギャル！壮絶大乱交400分スペシャル-（12月19日、kira☆kira）

2013年
- 「女だってヤリたいの！！」女性専用風俗に通う女たち… 5時間（1月15日、DANGEROUS ZONE）
- フェラチオSPIV 近親相姦フェラチオ 俺の娘、僕の妹、私の姉は尺八上手 210分×14人×近親フェラ14話（2月25日、Center）
- 極上な黒ギャルたちのアナル性感ペニバン症候群（3月1日、牝猫）
- 黒GAL超高速寸止め手コキ（3月5日、MANIA痴女）
- 黒GALペニバンオーガズム アナルを犯される快感（3月5日、クイーンダム）
- Face to Face 2nd season（3月7日、SILK LABO）
- 黒ギャル女王様のペニバンドライオーガズム（3月19日、スタイルアートjam/妄想族）
- ギャル女子校生の趣味はM男責め（3月19日、スタイルアートjam/妄想族）
- 極上痴女 アナル責め手コキ 4時間（3月19日、スタイルアートjam/妄想族）
- kira☆kira SPECIAL kira☆kira×泉麻那プロデュース REAL GAL FUCK（3月19日、kira☆kira）
- 黒ギャル！睾丸責め強制寸止め手コキでザーメンを搾り取られるM男たち（5月1日、スタイルアートjam/妄想族）
- S級素人 未公開VTR集 2（5月10日、S級素人）
- kira★kira BLACK GAL CHARISMA黒ギャル★引退SPECIAL4本番-FINAL FUCK- 桜りお（5月19日、kira☆kira BLACK GAL）

### アダルトサイト
- Real Street Angels りお
- Tokyo247 No.352 桜りお
- 趣向倶楽部 下着試着室 NO.431
- 趣向倶楽部 放尿 NO.338
- G-AREA KAHORI

## ラジオ
- 品川近視クリニックpresentsプレラジ（2010年、ラジオ日本）
- 品川近視クリニックpresentsかすみ果穂ナイト（2011年、ラジオ日本）